# Vilhelm af Tyrus
Vilhelm af Tyrus (latin: Willelmus Tyrensis; fransk: Guillaume de Tyr; ca. 1130 – 29. september 1186) var en middelalderprælat og krønikeskriver. Som ærkebiskop af Tyrus er han undertiden kendt som Vilhelm 2. for at skelne ham fra forgængeren, Vilhelm I, englænderen, en tidligere prior for Gravkirken, som var ærkebiskop af Tyrus fra 1127 til 1135. Han voksede op i Jerusalem, i storhedstiden for Kongeriget Jerusalem, der var blevet oprettet i 1099 efter Det første korstog, og han tilbragte tyve år med at studere de frie kunster og kanonisk ret på Europas universiteter.
Efter Vilhelms tilbagevenden til Jerusalem i 1165 gjorde kong Amalrik ham til ambassadør i Det Byzantinske Rige. Vilhelm blev vejleder for kongens søn, den fremtidige kong Balduin 4., som Vilhelm opdagede led af spedalskhed. Efter Amalriks død blev Vilhelm kansler og ærkebiskop af Tyrus, to af de højeste embeder i kongeriget, og i 1179 anførte Vilhelm den østlige delegation på det 11. økumeniske koncil. Fordi han var involveret i den dynastiske strid, der udviklede sig i løbet af Balduin 4.s regeringstid, aftog hans betydning, da en rivaliserende fraktion opnåede kontrol over de kongelige anliggender. Han blev forbigået til det prestigefyldte embede som Jerusalems katolske patriark og døde i ubemærkethed, sandsynligvis i 1186.
Vilhelm skrev en beretning om det 11. økumeniske koncil og en historie om de islamiske stater fra Muhammeds tid. Ingen af værkerne er bevaret. Han er i dag berømt som forfatter til en historie om Kongeriget Jerusalem. Vilhelm skrev sin krønike på et for sin tid fremragende latin med adskillige citater fra klassisk litteratur. Krøniken har undertiden titlen Historia rerum in partibus transmarinis gestarum ("Historie om begivenheder på den anden side af havet") eller Historia Ierosolimitana ("Historie om Jerusalem"), eller kort sagt Historia. Den blev oversat til fransk kort efter hans død og derefter til adskillige andre sprog. Fordi det er den eneste kilde til historien om Jerusalem i det 12. århundrede, skrevet af en indfødt, har historikere ofte antaget, at Vilhelms udsagn kunne tages for gode varer. Imidlertid har nyere historikere påvist, at Vilhelms involvering i kongedømmets politiske stridigheder resulterede i påviselig forudindtagethed i hans beretning. På trods af dette betragtes han som korstogenes største krønikeskriver og en af middelalderens betydeligste forfattere.

## Tidlige liv
Kongeriget Jerusalem blev grundlagt i 1099 ved afslutningen af Det første korstog. Det var den tredje af fire kristne stater, der blev oprettet af korsfarerne efter Grevskabet Edessa og Fyrstendømmet Antiokia og efterfulgt af Grevskabet Tripoli. Jerusalems første tre herskere, Godfred af Bouillon (1099–1100), hans bror Balduin 1. (1100–1118) og deres fætter Balduin 2. (1118–1131) udvidede og sikrede kongedømmets grænser, som omfattede stort set det samme område som dagens Israel, Palæstina og Libanon. I løbet af rigets første årtier voksede befolkningen på grund af pilgrimme, der besøgte kristenhedens helligste steder. Handelsfolk fra Middelhavs-bystaterne i Italien og Frankrig var ivrige efter at udnytte de rige handelsmarkeder i øst.
Vilhelms familie stammede sandsynligvis fra enten Frankrig eller Italien, da han var meget velkendt med begge lande. Hans forældre var sandsynligvis købmænd, der havde bosat sig i kongeriget og var "tilsyneladende velhavende", skønt det er uvist, om de deltog i det første korstog eller ankom senere. Vilhelm blev født i Jerusalem omkring 1130. Han havde som minimum en bror, Ralph, som var en af byens borgere, en ikke-adelig leder af handelssamfundet. Mere vides der ikke om hans familie, bortset fra at hans mor døde inden 1165.
Som barn blev Vilhelm uddannet i Jerusalem ved katedralskolen i Gravkirken. Skolelæreren Johannes af Pisa, lærte Vilhelm at læse og skrive og introducerede ham for første gang til latin. Fra Historia er det klart, at han også beherskede fransk og sandsynligvis italiensk, men der er ikke nok bevis til at afgøre, om han lærte græsk, persisk og arabisk, som det undertiden hævdes.
Omkring 1145 rejste Vilhelm til Europa for at fortsætte sin uddannelse i skoler i Frankrig og Italien, særligt i Paris og Bologna, "de to vigtigste intellektuelle centre i det det tolvte århundredes kristenhed." Disse skoler var endnu ikke de officielle universiteter, som de ville blive til i det 13. århundrede, men ved udgangen af det 11. århundrede havde begge adskillige skoler for kunst og videnskab. De var adskilt fra katedralskolerne og blev oprettet af uafhængige professorer, der var mestre inden for deres studieretning. Studerende fra hele Europa samledes der for at høre foredrag fra disse mestre. Vilhelm studerede de frie kunster og teologi i Paris og Orléans i omkring ti år med professorer, der havde været studerende af Thierry de Chartres og Gilbert de la Porrée. Han brugte også tid på at studere blandt andre Robert af Melun og Adam de Parvo Ponte. I Orléans, et af de mest fremtrædende centre for klassiske studier, læste han oldromersk litteratur (kendt ganske enkelt som "forfatterne") sammen med Hilaire d'Orléans og lærte matematik ("særligt Euklid ") med Vilhelm d'Soissons. I seks år studerede han teologi med Peter Lombarderen og Maurice de Sully . Derefter studerede han civilret og kanonisk ret i Bologna hos de "fire lærte", Hugo de Porta Ravennate, Bulgarus, Martinus Gosia og Jacobus de Boragine. Vilhelms liste af professorer "giver os næsten en hvem er hvem af grammatikere, filosoffer, teologer og undervisere i jura fra det såkaldte tolvte århundrede renæssance" og viser, at han var lige så veluddannet som enhver anden europæisk gejstlig. Hans samtidige Johannes af Salisbury havde mange af de samme lærere.

## Religiøst og politisk liv i Jerusalem
De højeste religiøse og politiske embeder i Jerusalem blev normalt besat af europæere, der var ankommet på pilgrimsrejse eller korstog. Vilhelm var en af de få med en europæisk uddannelse, der var født i Det Hellige Land, og han steg hurtigt i graderne. Efter sin tilbagevenden til Det Hellige Land i 1165 blev han kannik i katedralen i Akko. I 1167 blev han udnævnt til ærkediakon i katedralen i Tyrus af Frederick de la Roche, ærkebiskop af Tyrus, med støtte fra Kong Amalrik 1.
Amalrik var kommet til magten i 1164 og havde gjort det til sit mål at erobre Egypten. Egypten var blevet invaderet af Kong Balduin 1. halvtreds år tidligere, og det svage Fatimide-kalifat var blevet tvunget til at betale Jerusalem en årlig tribut. Amalrik rettede sin opmærksomhed mod Egypten, fordi de muslimske områder øst for Jerusalem var faldet under magtfulde Zengid sultan Nur ad-Din kontrol. Nur ad-Din havde overtaget kontrollen over Damaskus i 1154, seks år efter den katastrofale belejring af Damaskus under Det 2. korstog i 1148. Jerusalem kunne nu kun ekspandere mod sydvest mod Egypten, og i 1153 faldt Ashkelon, Fatimidernes sidste forpost i Palæstina, til korsfarerne. Nur ad-Din ønskede imidlertid også at erhverve Egypten og sendte sin hær for at forhindre Amalriks planer. Sådan var situationen i øst, da Vilhelm vendte tilbage fra Europa. I 1167 giftede Amalrik sig med Maria Komnene, oldebarn af den byzantinske kejser Manuel 1. Komnenos, og i 1168 sendte kongen Vilhelm for at afslutte en traktat om et fælles byzantinsk-korsfarer felttog mod Egypten. Felttoget, Amalriks fjerde, var det første med støtte fra den byzantinske flåde. Amalrik ventede imidlertid ikke på, at flåden skulle ankomme. Det lykkedes ham at erobre Damietta, men inden for få år var han blevet fordrevet fra Egypten af en af Nur ad-Dins generaler, Saladin, som senere ville blive Jerusalems største trussel.
I mellemtiden fortsatte Vilhelm sin forfremmelse i kongeriget. I 1169 besøgte han Rom, muligvis for at forsvare sig mod beskyldninger fra ærkebiskop Frederik, hvis dette var tilfældet, i så fald er anklagen ukendt. Det er også muligt, at mens Frederick var væk på en diplomatisk mission i Europa, tvang et problem i bispedømmet Vilhelm til at søge ærkebiskoppens hjælp.
Da han var vendt tilbage fra Rom i 1170, har han muligvis fået til opgave af Amalrik at skrive en historie om riget. Han blev også vejleder for Amalriks søn og arving, Balduin 4. Da Balduin var tretten år gammel, legede han med nogle børn, som forsøgte at give hinanden smerte ved at ridse hinandens arme. "De andre drenge reagerede på deres smerte gennem skrig," skrev Vilhelm, "men Balduin, skønt hans kammerater ikke skånede ham, udholdt det alt for tålmodigt, som om han ikke følte noget ... Det er umuligt ikke at falde en tåre, mens man taler om denne store ulykke." Vilhelm inspicerede Balduins arme og genkendte de mulige symptomer på spedalskhed, hvilket blev bekræftet, da Balduin blev ældre.
Amalrik døde i 1174, og Balduin 4. efterfulgte ham som konge. Nur ad-Din døde også i 1174, og hans general Saladin brugte resten af årtiet på at konsolidere sit greb om både Egypten og Nur ad-Dins besiddelser i Syrien, hvilket gjorde det muligt for ham at omringe Jerusalem fuldstændigt. De efterfølgende begivenheder er ofte blevet tolket som en kamp mellem to modsatrettede fraktioner, et "hofparti" og et "adelsparti". "Hofpartiet" blev ledet af Balduins mor, Amalriks første hustru Agnes af Courtenay, og hendes nærmeste familie samt nylige ankomne fra Europa, der var uerfarne i kongerigets affærer og var for krig mod Saladin. "Adelspartiet" blev ledet af Raymond 3. af Tripoli og kongerigets egen adel, der foretrak fredelig sameksistens med muslimerne. Dette er den tolkning, som Vilhelm selv gav i Historia, og det blev accepteret som et faktum af senere historikere. Peter W. Edbury har imidlertid for nylig hævdet, at Vilhelm må betragtes som ekstremt partisk, da han naturligvis var allieret med Raymond, som var ansvarlig for hans senere forfremmelser inden for politiske og religiøse embeder. Til beretninger fra forfatterne i det 13. århundrede, der fortsatte Historia på fransk, må der også næres mistro til, da de var allieret med Raymonds tilhængere i Ibelin-slægten. Den generelle enighed blandt moderne historikere er, at selv om der var en dynastisk kamp, "var der ikke skel mellem indfødte baroner og nytilkomne fra Vesten, men mellem kongens mors familie og fars familie."
Miles de Plancy var kortvarigt regent for den mindreårige Balduin 4. Miles blev myrdet i oktober 1174, og Raymond 3. blev hurtigt udnævnt til hans efterfølger. Raymond udnævnte Vilhelm til Jerusalems kansler samt ærkediakon af Nazareth, og den 6. juni 1175 blev Vilhelm valgt til ærkebiskop af Tyrus som efterfølger til Frederick de la Roche, der var død i oktober 1174. Vilhelms pligter som kansler tog sandsynligvis ikke for meget af hans tid. Kancelliets skrivere og embedsmænd udarbejdede dokumenter, og det var måske ikke engang nødvendigt for ham at være til stede for at underskrive dem. I stedet fokuserede han på sine opgaver som ærkebiskop. I 1177 stod han for begravelsen af Vilhelm af Montferrat,Balduin 4.'s søster Sibyllas mand, da patriarken af Jerusalem, Amalrik af Nesle, var for syg til at deltage.
I 1179 var Vilhelm en repræsentanterne fra Jerusalem og de andre korsfarerstater ved Det 11. økumeniske råd. Blandt de andre var Heraklius, ærkebiskop af Cæsarea, Joscius, biskop af Akko og Vilhelms fremtidige efterfølger i Tyrus, biskopperne af Sebastea, Betlehem, Tripoli og Jabala og abbeden af Sionbjerget. Patriarken Amalrik og patriarken af Antiochia Aimery de Limoges var ikke i stand til at deltage, og Vilhelm og de andre biskopper havde ikke tilstrækkelig vægt til at overbevise Pave Alexander 3. om nødvendigheden af et nyt korstog. Vilhelm blev dog sendt af Alexander som ambassadør til kejser Manuel, og Manuel sendte ham derefter på en mission til Fyrstendømmet Antiochia. Vilhelm nævner ikke nøjagtigt, hvad der skete under disse ambassader, men han diskuterede sandsynligvis den byzantinske alliance med Jerusalem og Manuels protektorat over Antiochia, hvor kejseren på grund af pres fra Rom og Jerusalem blev tvunget til at opgive sit forsøg på at genoprette et græsk-ortodoks patriarkat. Vilhelm var væk fra Jerusalem i to år og vendte tilbage i 1180.

## Valget af patriark i 1180
Under Vilhelms fravær havde en krise i Jerusalem udviklet sig. Kong Balduin var blevet myndig i 1176 og Raymond 3. var blevet fjernet som regent, men som spedalsk kunne Balduin ikke få børn og ikke forventes at herske meget længere. Balduins søster Sibylla, der efter sin mand Vilhelm af Montferrats død i 1177 var blevet enke, havde brug for en ny mand. Under Påsken i 1180 blev de to fraktioner yderligere splittet, da Raymond og hans fætter Bohemund 3. af Antiokia forsøgte at tvinge Sibylla til at gifte sig med Balduin af Ibelin. Raymond og Bohemund var kong Balduins nærmeste mandlige slægtninge gennem mandlig arvefølge, og kunne have gjort krav på tronen, hvis kongen døde uden en arving eller en passende substitut. Inden Raymond og Bohemund nåede frem, arrangerede og Kong Balduin og hans mor Agnes imidlertid, at Sibylla skulle giftes med den for nylig ankomne Guy af Lusignan fra Poitou, hvis ældre bror Amalrik af Lusignan allerede havde etableret sig ved hoffet.
Striden berørte Vilhelm, fordi han var blevet udnævnt til kansler af Raymond og muligvis kan være faldet i unåde, efter at Raymond var blevet fjernet som regent. Da patriarken Amalrik døde den 6. oktober 1180, var de to mest åbenlyse kandidater som hans efterfølger Vilhelm og Heraklius af Cæsarea. De var ret ens i baggrund og uddannelse, men politisk set var de allieret med modsatte partier, da Heraklius var en af Agnes af Courtenays støtter. Det ser ud til, at Gravkirkens kannikker ikke var i stand til at drage en beslutning og bad kongen om råd. På grund af Agnes' indflydelse blev Heraklius valgt. Der fandtes rygter om, at Agnes og Heraklius var elskere, men disse oplysninger kommer fra de partiske fortsættelser af Historia fra det 13. århundrede, og der er ingen andre beviser, der kan underbygge en sådan påstand. Vilhelm fortæller næsten intet om valget og Heraklius' karakter eller dennes efterfølgende virke som patriark, hvilket sandsynligvis afspejler hans skuffelse over resultatet.

## Død
Vilhelm forblev ærkebiskop i Tyrus og kongerigets kansler, men detaljerne om hans liv på dette tidspunkt er uklare. Fortsætterne af Historia fra det 13. århundrede hævder, at Heraklius ekskommunikerede Vilhelm i 1183, men det vides ikke, hvorfor Heraklius ville have gjort dette. De hævder også, at Vilhelm tog til Rom for at appellere til paven, hvor Heraklius fik ham forgiftet. Ifølge Peter Edbury og John Rowe viser uvisheden om Vilhelms liv i disse år, at han ikke spillede en stor politisk rolle, men koncentrerede sig om gejstlige anliggender og skrivning af sin historie. Historien om hans ekskommunikation og den usandsynlige historie om, at han blev forgiftet, var sandsynligvis et påhit af de franske fortsættere af hans krønike. Vilhelm forblev i kongeriget og fortsatte med at skrive indtil 1184, men da var Jerusalem internt blevet delt i politiske fraktioner og eksternt omringet af Saladins styrker, og "de eneste emner, der kommer frem, er katastroferne i et sørgende land og dets mangfoldige ulykker, temaer der kun kan virke til at frembringe klager og tårer."
Hans betydning var aftaget med Agnes og hendes tilhængeres sejr, og efter tiltrædelsen af Balduin 5., Sibylla og Vilhelm af Montferrats spæde søn, som konge. Balduin var et svageligt barn, og han døde det næste år. I 1186 blev han efterfulgt af sin mor Sibylla og hendes anden mand Guy af Lusignan, der regerede i fællesskab. Vilhelm var sandsynligvis i svækket af sygdom på dette tidspunkt. Rudolf Hiestand har fundet ud af, at datoen for Vilhelms død var den 29. september, men året blev ikke registreret. Uanset hvilket år var der en ny kansler i maj 1185 og en ny ærkebiskop af Tyrus den 21. oktober 1186. Hans E. Mayer konkluderer, at Vilhelm døde i 1186, og dette er året, der er generelt accepteret af historikere.
Vilhelms fremsyn for sit lands ulykker viste sig at være korrekt mindre end et år senere. Saladin besejrede Kong Guy i Slaget ved Hattin i 1187 og lykkedes med at erobre Jerusalem og næsten alle andre byer i kongeriget, bortset for sædet for Vilhelms ærkebispedømme, Tyrus. Nyheden om Jerusalems fald chokerede Europa, og der blev planlagt at sende hjælp. Ifølge Roger af Wendover var Vilhelm til stede i Gisors i Frankrig i 1188, da Henrik 2. af England og Filip 2. af Frankrig aftalte at drage på korstog: "Derefter gjorde englændernes konge først korsets tegn ved siden af Ærkebiskoppen af Reims og Vilhelm af Tyrus, hvor sidstnævnte var blevet betroet af vor herre, Paven, som legat for korstogets anliggender i den vestlige del af Europa." Roger tog imidlertid fejl. Han vidste, at en ikke-navngivet ærkebiskop af Tyrus var til stede og antog, at det måtte have været Vilhelm, hvis krønike han i sin besiddelse, skønt den pågældende ærkebiskop faktisk var Vilhelms efterfølger Joscius.

## Værker

### Historia
Historia rerum in partibus transmarinis gestarum ("Historie om begivenheder på den anden side af havet") eller Historia Ierosolimitana ("Historie om Jerusalem"), eller kort sagt Historia

#### Krønike på latin
Vilhelms store værk Historia rerum in partibus transmarinis gestarum ("Historie om begivenheder på den anden side af havet") eller Historia Ierosolimitana ("Historie om Jerusalem") er en krønike på latin, skrevet mellem 1170 og 1184. Den indeholder 23 bøger, den sidste bog, der handler om begivenhederne i 1183 og begyndelsen af 1184, har kun en prolog og et kapitel, så den har enten været ufærdig, eller resten af siderne var gået tabt, før hele krøniken blev kopieret. Den første bog begynder med erobringen af Syrien under Umar i det syvende århundrede, men ellers beskæftiger værket sig med Det første korstogs komme og den efterfølgende politiske historie i Kongeriget Jerusalem. Det er arrangeret kronologisk, men blev ikke skrevet kronologisk. De første dele, der skulle skrives, var sandsynligvis kapitlerne om invasionen af Egypten i 1167, som er ekstremt detaljerede og sandsynligvis er forfattet inden Fatimide-kalifatet blev styrtet i 1171. En stor del af Historia var færdig, inden Vilhelm drog afsted for at deltage i Det 11. økumeniske koncil, men der blev foretaget nye tilføjelser og rettelser efter hans tilbagevenden i 1180, måske fordi han nu indså, at europæiske læsere også ville være interesserede i rigets historie. I 1184 skrev han prologen og begyndelsen på den 23. bog.
August C. Krey mente, at Vilhelms arabiske kilder muligvis stammer fra biblioteket tilhørende Damascus diplomaten Usama ibn Munqidh, hvis bibliotek blev plyndret af Balduin 3. fra et skibsvrag i 1154. Alan V. Murray har imidlertid hævdet, at Vilhelm i hvert fald for beretninger i sin krønike om Persien og tyrkerne beretninger baserede sig bibelske og tidligere middelaldersagn snarere end faktisk historie, og hans viden " være mindre præget af østlig etnografi end af vestlig mytografi." Vilhelm havde adgang til krønikerne fra det første korstog, herunder Fulcher af Chartres, Albert af Aix, Raymond af Aguilers, Balderik af Dol og Gesta Francorum samt andre dokumenter, der fandtes i kongedømmets arkiver. Han anvendte kansleren Walter og andre i dag tabte værker til Fyrstendømmet Antiochias historie. Fra slutningen af Fulchers krønike i 1127 er Vilhelm den eneste informationskilde fra en forfatter, der boede i Jerusalem. For begivenheder, der havd fundet sted i Vilhelms egen levetid, interviewede han ældre mennesker, der havde været vidne til begivenhederne, som han skrev om, og trak på sin egen hukommelse.
Vilhelms klassiske uddannelse tillod ham at skrive et latin, der var bedre end mange middelalderlige forfattere. Han anvendte adskillige oldromerske og tidlige kristne forfattere, enten til citater eller som inspiration til strukturen og organiseringen af Historia. Hans ordforråd er næsten udelukkende klassisk med kun få middelalderformuleringer som "loricator" (en der laver rustning, et oversættelseslån af det arabiske "zarra") og "assellare" (have afføring). Han var i stand til at danne skabe smarte ordspil og avancerede retoriske påfund, men han var tilbøjelig til at gentage et antal ord og sætninger. Hans skrivning viser også formulering og stavning, som er usædvanlig eller ukendt i rent klassisk latin, men ikke ualmindeligt i middelalderliglatin, såsom:
- sammenblanding af refleksive og ejepronomener ;
- sammenblanding af brugen af akkusativ og ablativ kasus, især efter præpositionen in;
- sammenfaldne diftonger (dvs. de latinske diftonger ae og oe staves enkelt e);
- dativ "mihi" ("til mig") er stavet "michi";
- et enkelt "s" fordobles ofte, for eksempel i adjektiv stednavneendelsen, som han ofte staver "-enssis". Denne stavemåde bruges også til at repræsentere det arabiske bogstav "Sjīn", hvis lyd latin mangler, for eksempel i navnet Shawar som han staver "Ssauar".[42]

#### Litterære temaer og forudindtagethed
På trods af sine citater fra kristne forfattere og fra Bibelen lagde Vilhelm ikke meget vægt på Guds indblanding i menneskelige anliggender, hvilket resulterede i en noget "sekulær" historie. Ikke desto mindre inkluderede han meget information, der tydeligvis stammede fra legender, især når han henviste til Det første korstog, som selv i hans tid allerede blev betragtet som en æra med store kristne helte. Ved at udvide Albert af Aix' beretninger får Peter Eremit en fremtrædende plads i forkyndelsen af Det første korstog til det punkt, at det var ham, og ikke Pave Urban 2., der oprindeligt havde udtænkt korstoget. Godfred af Bouillon, den første hersker over korsfarernes Jerusalem, blev også afbildet som leder af korstoget fra begyndelsen, og Vilhelm tilskrev ham legendarisk styrke og dyd. Dette afspejlede den næsten mytologiske status, som Godfred og de andre første korsfarere havde for Jerusalems indbyggere i slutningen af det tolvte århundrede.
Vilhelm gav et mere nuanceret billede af kongerne på sin egen tid. Han hævdede, at han havde fået til opgave at skrive af Kong Amalrik personligt, men Vilhelm tillod sig ikke at rose kongen for meget. For eksempel respekterede Amalrik ikke kirkens rettigheder, og selvom han var en dygtig hærfører, kunne han ikke stoppe den stigende trussel fra de omkringliggende muslimske stater. På et personligt plan beundrede Vilhelm kongens uddannelse og hans interesse for historie og retsvæsen, men bemærkede også, at Amalrik havde "bryster som en kvindes hængende ned til hans talje" og var chokeret, da kongen satte spørgsmålstegn ved opstandelsen af de døde.
Om Amalriks søn Balduin 4. var der imidlertid "ingen tvetydighed". Balduin var intet andet end heroisk i lyset af hans svækkende spedalskhed, og han førte militære felttog mod Saladin, selvom han stadig var mindreårig. Vilhelm har en tendens til at se bort fra felttog, hvor Balduin faktisk ikke ledte, og foretrak at rette sin ros mod den sygdomsramte konge snarere end de underordnede hærførere. Vilhelms historie kan ses som en undskyldning, et litterært forsvar for riget og mere specifikt for Balduins styre. I 1170'erne og 1180'erne var vesteuropæere tilbageholdende med at støtte kongeriget, dels fordi det var langt væk, og der var mere presserende bekymringer i Europa, men også fordi spedalskhed normalt blev betragtet som en guddommelig straf.
Vilhelm var berømt sin forudindtagethed mod tempelridderne, som han mente var arrogante og respektløse over for både sekulære og gejstlige hierarkier, da de ikke var forpligtet til at betale tiende og kun var juridisk ansvarlige over for paven. Selvom han skrev årtier senere, er han den tidligste forfatter til at beskrive den faktiske grundlæggelse Tempelridderordenen. Han var generelt gunstig over for dem, når han diskuterede deres tidlige dage, men tog ilde op den magt og indflydelse, de havde fået i hans egen tid. Vilhelm beskyldte dem for at hindre den ellers succesfulde belejring af Ashkelon i 1153; for et ringe forsvar af en hulefæstning i 1165, for hvilket tolv tempelriddere blev hængt af Kong Amalrik; for at sabotere invasionen af Egypten i 1168; og for at myrde Assassinernes ambassadører i 1173.
Sammenlignet med andre latinske forfattere fra det tolvte århundrede havde Vilhelm et overraskende positivt syn på byzantinske imperium. Han havde besøgt det byzantinske hof som officiel ambassadør og vidste sandsynligvis mere om byzantinske anliggender end nogen anden latinsk krønikeskriver. Han delte den svage opfattelse af Alexios 1. Komnenos, der havde udviklet sig under Det første korstog, skønt han også var kritisk over for nogle af korsfarernes handlinger over for Alexios. Han var mere imponeret over Alexios' søn Johannes 2. Komnenos. Han billigede ikke Johannes' forsøg på at bringe det korsfarernes fyrstedømme Antiochia under byzantinsk kontrol, men Johannes' militære felttog mod de muslimske stater, både grækernes og latinernes fælles fjende, blev betragtet som beundringsværdige. Kejser Manuel, som Vilhelm mødte under sine besøg i Konstantinopel, blev portrætteret mere ambivalent, ligesom kong Amalrik. Vilhelm beundrede ham personligt, men erkendte, at imperiet var magtesløst til at hjælpe Jerusalem mod de muslimske styrker under Nur ad-Din og Saladin. Vilhelm var især skuffet over fiaskoen i det fælles felttog mod Egypten i 1169. Afslutningen på Historia falder sammen med massakren på latinerne i Konstantinopel og det kaos, der fulgte efter Andronikus Komnenos' kup, og i sin beskrivelse af disse begivenheder var Vilhelm bestemt ikke immun over for den ekstreme anti-græske retorik, der ofte blev fundet i vesteuropæiske kilder.
Som en kristen forfatter i Middelalderen kunne Vilhelm næppe undgå at vise fjendtlighed over for kongedømmets muslimske naboer, men som en uddannet mand, der boede blandt muslimer i øst, var han sjældent polemisk eller fuldstændig afvisende over for islam. Han troede ikke, at muslimer var hedninger, men snarere at de tilhørte en kættersk sekt af kristendommen og fulgte en falsk profets lære. Han hyldede ofte de muslimske ledere i sin egen tid, skønt han samtidig beklagede deres magt over det kristne rige. Således præsenteres muslimske herskere som Mu'in ad-Din Unur, Nur ad-Din, Shirkuh og endda Jerusalems ultimative erobrer Saladin som hæderlige og fromme mænd, egenskaber som Vilhelm ikke gav til mange af hans egne kristne samtidige.

#### Krønikens udbredelse
Efter Vilhelms død blev Historia kopieret og udbredt i korsfarerstaterne og endeligt bragt til Europa. I det 13. århundrede havde Jakob af Vitry adgang til en kopi, mens han var biskop af Akko, og den blev anvendt af Guy af Bazoches, Matthew Paris og Roger af Wendover i deres egne krøniker. Der er dog kun ti kendte manuskripter, der indeholder den latinske krønike, som alle kommer fra Frankrig og England, så Vilhelms værk er muligvis ikke blevet læst meget i sin oprindelige form. I England blev Historia imidlertid ekspanderet på latin med yderligere information fra Itinerarium Regis Ricardi og Roger Hovedens krønike, denne version blev skrevet omkring 1220.
Det vides ikke, hvilken titel Vilhelm selv gav sin krønike, selvom en gruppe manuskripter anvender Historia rerum i partibus transmarinis gestarum, og en anden bruger Historia Ierosolimitana. Den latinske tekst blev trykt for første gang i Basel i 1549 af Nicholas Brylinger, den blev også offentliggjort i Gesta Dei per Francos af Jacques Bongars i 1611 og Recueil des historiens des croisades af Auguste-Arthur Beugnot og Auguste Le Prévost i 1844, og Bongars' tekst blev genoptrykt i Patrologia Latina af Jacques Paul Migne i 1855. Standard latinudgaven i dag, baseret på seks af de overlevende manuskripter, blev udgivet som Willelmi Tyrensis Archiepiscopi Chronicon i Corpus Christianorum i 1986 af R.B.C. Huygens med anmærkninger af Hans E. Mayer og Gerhard Rösch. RHC-udgaven blev oversat til engelsk af Emily A. Babcock og August C. Krey i 1943 som "A History of Deeds Done Beyond the Sea", skønt oversættelsen undertiden er ufuldstændig eller unøjagtig.

#### Oldfransk oversættelse
En oversættelse af Historia til oldfransk, lavet omkring 1223, var særlig udbredt og fik mange anonyme tilføjelser i det 13. århundrede. I modsætning til de overlevende latinske manuskripter er der "mindst nioghalvfems manuskripter eller fragmenter af manuskripter", der indeholder den oldfranske oversættelse. Der er også uafhængige franske fortsættelser tilskrevet Ernoul og Bernard le Trésorier. Oversættelsen blev undertiden kaldt Livre dou conqueste, det var kendt under dette navn i hele Europa såvel som i korsfarerstaten Kongeriget Cypern og i det armenske Kilikien, og den venetianske geograf fra det 14. århundrede Marino Sanuto den Ældre havde en kopi af den. Det franske blev yderligere oversat til spansk som Gran Conquista de Ultramar under Alfons 10. af Kastiliens regeringstid i slutningen af det 13. århundrede. Den franske version var så udbredt, at renæssanceforfatteren Francesco Pipino oversatte den tilbage til latin uden at være klar over, at der allerede eksisterede en latinsk original. En middelengelsk oversættelse fra fransk blev foretaget af William Caxton i det 15. århundrede.

### Andre værker
Vilhelm fortæller, at han skrev en beretning om Det 11. økumeniske koncil, som ikke har overlevet. Han skrev også en historie om Det Hellige Land fra Muhammeds tid og frem til 1184, hvor han brugte Eutychius af Alexandria som sin vigtigste kilde. Dette værk ser ud til at have været kendt i Europa i det 13. århundrede, men det overlevede heller ikke.

## Moderne vurdering
Vilhelms neutralitet som historiker blev ofte taget for givet indtil slutningen af det tyvende århundrede. August C. Krey mente for eksempel, at "hans upartiskhed ... er næppe mindre imponerende end hans kritiske evner." På trods af dette fremragende ry har D.W.T.C. Vessey bevist, at Vilhelm bestemt ikke var en upartisk iagttager, især når han beskæftigede sig med begivenhederne i 1170'erne og 1180'erne. Vessey mener, at Vilhelms påstand om at være pålagt opgaven af Amalrik er et typisk oldtids- og middelaldertopos eller litterært tema, hvor en vis hersker, der elsker historie og litteratur, ønsker at bevare for eftertiden de store bedrifter i sin regeringstid. Vilhelms påstande om upartiskhed er også et typisk topos i oldtidens og middelalderen historieskrivning.
Hans skildring af Balduin 4. som en helt er et forsøg "at forsvare sit eget partis politik og tilsværte modstanderens." Som nævnt ovenfor var Vilhelm imod Balduins mor Agnes af Courtenay, patriark Heraklius og deres støtter. Hans fortolkning af begivenhederne under Balduins regeringstid blev tidligere anset som en næsten utvivlsom kendsgerning. I midten af det tyvende århundrede fik Marshall W. Balwin, Steven Runciman, og Hans Eberhard Mayer  betydning for forevige dette synspunkt, skønt de nyere revurderinger fra denne tid af Vessey, Peter Edbury og Bernard Hamilton har gjort om på meget af Vilhelms indflydelse.
En ofte bemærket fejl i Historia er hvor dårligt Vilhelm husker datoer. "Kronologi er undertiden forvirret, og datoer gives forkert", selv for grundlæggende oplysninger såsom regeringsdatoer for Jerusalems konger. For eksempel angiver Vilhelm datoen for Amalriks død den 11. juli 1173, men den faktisk fandt sted i 1174.
På trods af sine forudindtagethed og fejl er Vilhelm "altid blevet betragtet som en af de største middelalderforfattere."  Runciman skrev, at "han havde en bred vision, han forstod betydningen af de store begivenheder i sin tid og rækkefølgen af årsag og virkning i historien." Christopher Tyerman kalder ham "historikerens historiker", og "den største korstoghistoriker af alle," og Bernard Hamilton siger, at han "med rette betragtes som en af de fineste historikere i middelalderen". Som det står i Dictionary of the Middle Ages , " gør Vilhelms præstationer med at samle og evaluere kilder og på fremragende og original latin skrive en kritisk og skønsom (dog kronologisk fejlagtig) fortælling, ham til en fremragende historiker, overlegen i sin tid og ikke ringere efter moderne standarder for videnskab."

### Primære
- William of Tyre, A History of Deeds Done Beyond the Sea, trans. E.A. Babcock and A.C. Krey. Columbia University Press, 1943.

### Sekundære
- John Carl Andressohn, The Ancestry and Life of Godfrey of Bouillon. Indiana University Publications, Social Science Series 5, 1947.
- Susan M. Babbitt, "William of Tyre." Dictionary of the Middle Ages, ed. Joseph Strayer. New York: Charles Scribner's Sons, 1989, vol. 12.
- Marshall W. Baldwin, "The Decline and Fall of Jerusalem, 1174–1189." A History of the Crusades (gen. ed. Kenneth M. Setton), vol. 1: The First Hundred Years (ed. Marshall W. Baldwin). University of Wisconsin Press, 1969.
- Malcolm Barber, The Trial of the Templars. Cambridge University Press, 1993.
- Frederic Duncalf, "The First Crusade: Clermont to Constantinople." A History of the Crusades (gen. ed. Kenneth M. Setton), vol. 1: The First Hundred Years (ed. Marshall W. Baldwin). University of Wisconsin Press, 1969.
- Peter W. Edbury and John G. Rowe, "William of Tyre and the Patriarchal election of 1180." The English Historical Review 93 (1978), repr. Kingdoms of the Crusaders: From Jerusalem to Cyprus (Aldershot: Ashgate, Variorum Collected Series Studies, 1999), pp. 1–25.
- Peter W. Edbury and John G. Rowe, William of Tyre: Historian of the Latin East. Cambridge University Press, 1988.
- Peter W. Edbury, "Propaganda and faction in the Kingdom of Jerusalem: the background to Hattin." Crusaders and Muslims in Twelfth-Century Syria, ed. Maya Shatzmiller (Leiden: Brill, 1993), repr. in Kingdoms of the Crusaders: From Jerusalem to Cyprus (Aldershot: Ashgate, Variorum Collected Series Studies, 1999), pp. 173–189.
- Bernard Hamilton, The Leper King and his Heirs. Cambridge University Press, 2000.
- Charles Homer Haskins, The Renaissance of the Twelfth Century. Harvard University Press, 1927; repr. Meridian Books, 1966.
- R. B. C. Huygens, "Guillaume de Tyr étudiant: un chapître (XIX, 12) de son Histoire retrouvé." Latomus 21 (1962), pp. 811–829. (fransk)
- R. B. C. Huygens, "Editing William of Tyre." Sacris Erudiri 27 (1984), pp. 461–473.
- G. A. Loud and J. W. Cox, "The 'Lost' Autobiographical Chapter of William of Tyre's Chronicle (Book XIX.12)." The Crusades: An Encyclopedia, ed. Alan V. Murray (ABC-Clio, 2006), vol. 4, Appendix: Texts and Documents #4, pp. 1305–1308.
- Hans E. Mayer, The Crusades, 2nd ed., trans. John Gillingham. Oxford University Press, 1988.
- Alan V. Murray, "William of Tyre and the origin of the Turks: on the sources of the Gesta Orientalium Principum," in Dei gesta Per Francos: Études sur les crioisades dédiées à Jean Richard/Crusade Studies in Honour of Jean Richard, edd. Michel Balard, Benjamin Z. Kedar and Jonathan Riley-Smith (Aldershot: Ashgate, 2001), pp. 217–229.
- Alan V. Murray, "William of Tyre." The Crusades: An Encyclopedia, ed. Alan V. Murray (ABC-Clio, 2006), vol. 4.
- Helen J. Nicholson, "William of Tyre." Encyclopedia of Historians and Historical Writing, ed. Kelly Boyd. Taylor & Francis, 1999, vol. 2.
- Steven Runciman, A History of the Crusades, volume 1: The First Crusade and the Foundation of the Kingdom of Jerusalem. Cambridge University Press, 1951.
- Steven Runciman, A History of the Crusades, volume 2: The Kingdom of Jerusalem and the Frankish East. Cambridge University Press, 1952.
- R. C. Schwinges, "William of Tyre, the Muslim enemy, and the problem of tolerance." Tolerance and Intolerance. Social Conflict in the Age of the Crusades, ed. Michael Gervers and James M. Powell, Syracuse University Press, 2001.
- Christopher Tyerman, The Invention of the Crusades. University of Toronto Press, 1998.
- Christopher Tyerman, God's War: A New History of the Crusades. Penguin, 2006.
- Jacques Verger, "The birth of the universities". A History of the University in Europe, vol. 1: Universities in the Middle Ages, ed. Hilde de Ridder-Symoens. Cambridge University Press, 1992, pp. 47–55.
- D. W. T. C. Vessey, "William of Tyre and the art of historiography." Mediaeval Studies 35 (1973), pp. 433–455.

## Yderligere læsning

### Primære kilder
- Willemi Tyrensis Archiepiscopi Chronicon, ed. R. B. C. Huygens. 2 vols. Corpus Christianorum Continuatio Medievalis, vols. 63 & 63a. Turnholt: Brepols, 1986. Latin text with introduction and notes in French.
- L'Estoire d'Eracles empereur et la conqueste de la terre d'Outremer, in Recueil des historiens des croisades, Historiens occidentaux, vols. I-II (1844, 1859). (fransk)
- J. A. Giles, trans. Roger of Wendover's Flowers of History. London, 1849.
- La Chronique d'Ernoul et de Bernard le Trésorier, ed. Louis de Mas Latrie. Paris, 1871. (fransk)
- Guillaume de Tyr et ses continuateurs, ed. Alexis Paulin Paris. Paris, 1879–1880. (fransk)
- Margaret Ruth Morgan, La continuation de Guillaume de Tyr (1184–1197). Paris, 1982. (fransk)
- Helen J. Nicholson, ed. The Chronicle of the Third Crusade: The Itinerarium Peregrinorum and the Gesta Regis Ricardi. Aldershot: Ashgate, 1997.
- Janet Shirley, Crusader Syria in the Thirteenth Century: The Rothelin Continuation of the History of William of Tyre with part of the Eracles or Acre text. Aldershot: Ashgate, 1999.

### Sekundære kilder
- Thomas Asbridge, The First Crusade: A New History. Oxford University Press, 2004.
- Chisholm, Hugh, red. (1911). "William, archbishop of Tyre" . Encyclopædia Britannica. Vol. 28 (11. udgave). Cambridge University Press. s. 677.
- R. H. C. Davis, "William of Tyre." Relations Between East and West in the Middle Ages, ed. Derek Baker (Edinburgh: Edinburgh University Press, 1973), pp. 64–76.
- Peter W. Edbury, "The French translation of William of Tyre's Historia: the manuscript tradition." Crusades 6 (2007).
- Bernard Hamilton, "William of Tyre and the Byzantine Empire." Porphyrogenita: Essays on the History and Literature of Byzantium and the Latin East in Honour of Julian Chrysostomides, eds. Charalambos Dendrinos, Jonathan Harris, Eirene Harvalia-Crook, and Judith Herrin (Ashgate, 2003).
- Philip Handyside, The Old French William of Tyre. Brill, 2015.
- Rudolf Hiestand, "Zum Leben und Laufbahn Wilhelms von Tyrus." Deutsches Archiv 34 (1978), pp. 345–380. (tysk)
- Conor Kostick, "William of Tyre, Livy and the Vocabulary of Class." Journal of the History of Ideas 65.3 (2004), 352–367.
- Hans E. Mayer, "Guillaume de Tyr à l'école." Mémoires de l'Académie des sciences, arts et belles-lettres de Dijon 117 (1985–86), repr. Kings and Lords in the Latin Kingdom of Jerusalem (Aldershot: Ashgate, Variorum Collected Studies Series, 1994), pp. 257–265. (fransk)
- Hans E. Mayer, "Zum Tode Wilhelms von Tyrus." Archiv für Diplomatik 5–6 (1959–1960), pp. 182–201. (tysk)
- Margaret Ruth Morgan, The Chronicle of Ernoul and the Continuations of William of Tyre. Oxford University Press, 1973.
- Hans Prutz, "Studien über Wilhelm von Tyrus." Neues Archiv der Gesellschaft für ältere deutsche Geschichtskunde 8 (1883), pp. 91–132. (tysk)

## Eksterne links
- Uddagt fra Historia Arkiveret 13. september 2014 hos  Wayback Machine fra Internet Medieval Sourcebook
- Fiaskoen ved Damaskus 1148 Arkiveret 8. oktober 2014 hos  Wayback Machine fra Internet Medieval Sourcebook
- Latinsk udgave fra Patrologia Latina, via The Latin Library (latin)
- Latinsk udgave fra Crusades-Encyclopedia.com (latin)
- Latisk udgave med konkordans fra Intertext.com (latin)
- Oldfransk oversættelse og fortsættelse Arkiveret 1. januar 2009 hos  Wayback Machine fra Internet Medieval Sourcebook (fransk)
- Engelsk oversættelse af EA Babcock og AC Krey fra ACLS Humanities E-Books (login krævet)